# Sergei Maximowitsch Pinjajew
Sergei Maximowitsch Pinjajew (russisch Сергей Максимович Пиняев; * 2. November 2004) ist ein russischer Fußballspieler.

## Karriere

### Verein
Pinjajew begann seine Karriere bei Lokomotive Moskau. Im Januar 2016 wechselte er in die Akademie von Tschertanowo Moskau. Zur Saison 2020/21 rückte er in den Profikader von Tschertanowo. Im August 2020 debütierte der 15-Jährige dann gegen die Reserve von Spartak Moskau in der Perwenstwo FNL. Sein erstes Zweitligator erzielte er im selben Monat bei einem 2:1-Sieg gegen Irtysch Omsk. Bis Saisonende absolvierte er 30 Zweitligapartien, in denen er zweimal traf, mit Tschertanowo stieg er zu Saisonende aus der FNL ab.
Nach dem Abstieg wechselte Pinjajew im Juli 2021 zum Erstligisten Krylja Sowetow Samara. Im Juli 2021 gab er gegen Spartak sein Debüt in der Premjer-Liga. In seiner ersten Erstligaspielzeit kam der Flügelstürmer zu 28 Einsätzen für Samara, in denen er zweimal traf. Nach elf Einsätzen bis zur Winterpause 2022/23 schloss er sich im Januar 2023 dem Ligakonkurrenten Lokomotive Moskau an.

### Nationalmannschaft
Pinjajew spielte bereits als 13-Jähriger im August 2018 erstmals im russischen U-16-Team. Im November 2022 debütierte er in einem Testspiel gegen Tadschikistan für die A-Nationalmannschaft im Alter von 18 Jahren und 15 Tagen. Durch jenen Einsatz löste er Igor Akinfejew als jüngsten russischen Nationalspieler seit Ende des Kaiserreichs ab.